# Bourran (Rodez)
Pour les articles homonymes, voir Bourran (homonymie).
Bourran est un quartier de Rodez dans le département français de l'Aveyron, qui a reçu le label de « pôle d'excellence rurale ».

## Géographie
Le quartier de Bourran est situé sur un plateau, séparé du centre-ville par un talweg, à l'ouest de Rodez.

## Histoire
Le quartier de Bourran, situé entre l'aéroport et le centre-ville, a une vocation économique et résidentielle. En effet, dans les années 1990, la construction du viaduc de Bourran — nommé également viaduc de l'Europe — permet la création de ce nouveau secteur favorisant l'implantation de nouvelles entreprises, de l'hôpital Jacques-Puel et l'installation d'antennes des universités de Toulouse. Le premier bâtiment est sorti de terre au début de l'année 1991.

## Services publics et entreprises
L'hôpital Jacques-Puel, deuxième plateau technique régional après l'hôpital de Purpan (Toulouse) se situe dans ce quartier. À l'opposé, c'est l'hôpital psychiatrique de jour Sainte-Marie, construit en 2007, remarquable par son architecture futuriste et sa situation (sur le haut de la colline, dominant Rodez-Nord). De nombreux cabinets médicaux et paramédicaux sont présents sur ce site. Enfin, des structures tertiaires sont présentes dans ce quartier dont l'Urssaf ou encore le siège national de la RAGT.

## Éducation
Pour les lycéens et étudiants, le lycée Charles Carnus est situé dans ce quartier. On peut notamment y préparer un BTS en alternance, où préparer certains concours, dont notamment celui à l'entrée des IFSI. Pour les études dans le domaine de la santé, les futurs étudiants peuvent intégrer un institut de formation pour futurs :
- Infirmiers[2]
- Aide-soignants[3]
- Auxiliaires de puériculture[4]
- Institut de Formation des Masseurs-Kinésithérapeutes

Enfin, ce site accueille le centre de formation Rodez-Bourran de la Chambre de commerce et d'industrie de l'Aveyron.

## Transport
Le viaduc de Bourran achevé en 1990 relie directement le quartier de Bourran au centre-ville ruthénois. De plus, 5 arrêts du réseau Agglobus permettent de desservir ce quartier :
- Le Mail : lignes B - Dim - E - F - S
- Hôpital Jacques Puel : lignes Dim - E
- Bourran : lignes B - Dim - E - F - S
- Jean Monnet : lignes B - Dim - F - S
- Centre Universitaire : lignes B - Dim - F - S

Enfin, Bourran se situe proche de l'axe reliant Rodez aux autres principales villes du département de l'Aveyron ainsi que de l'aéroport de Rodez-Aveyron se situant à neuf kilomètres du quartier économique.